# 大羅城
大羅城又作羅城（La thành），即今越南河内。大羅城前为宋平縣（Tống-bình huyện）治，是唐代交州的治理中心，又稱紫城（Tử thành），是靜海軍駐地。

## 歷史
《安南志略》卷一，“大羅城路古交趾，漢仍之，唐置安南都護府。其城在瀘江西岸，唐張伯儀始築，張舟、高駢繼增修之。宋真宗時，郡人李公蘊於此建國”。大羅城又作羅城，在今越南河內一帶，大羅城路的轄境約當河山平省北部、永富省等地。另見《元史》卷六三；《交阯總志》卷一、二；《寰宇通志》卷一一八；《明一統志》卷九０;《越嶠書》卷一、四；《安南圖說》；《明續通考》卷二三五；《四夷廣記》；《東西洋考》卷一；《利病書》卷一一八；《讀史紀》卷一一二；《清一統志》卷四二二，《嘉慶志》卷五五三。
宋朝大中祥符三年（越南李朝順天元年，1010年），大瞿越皇帝李太祖以為都城華閭地方狹窄，於是決定遷都。由於大羅城居於區域中心，地勢較高而險要，氣候乾爽，面積寬闊，交通與居住也很便利，自然成了不二選擇。根據《大越史記全書》的記載，李太祖乘龍舟來到大羅城下之時，忽然在龍舟旁邊出現了一條黃龍。群臣認為是大吉之兆，李太祖遂將大羅城改名為昇龍（Thăng-long）。
况高王故都大羅城。宅天地區域之中。得龍蟠虎踞之勢。正南北東西之位。便江山向背之宜。其地廣而坦平。厥土高而爽塏。民居蔑昏墊之困。万物極繁阜之丰。遍覽越邦。斯爲勝地。誠四方輻輳之要会。爲万世帝王之上都。——遷都詔